# Бурачок Борзи
Бурачок Борзи (Alyssum borzaeanum) — багаторічний напівчагарничок, рослина родини капустяних (Brassicaceae).

## Назва
Видова назва носить ім'я румунського ботаніка Олександра Борзи.

## Опис

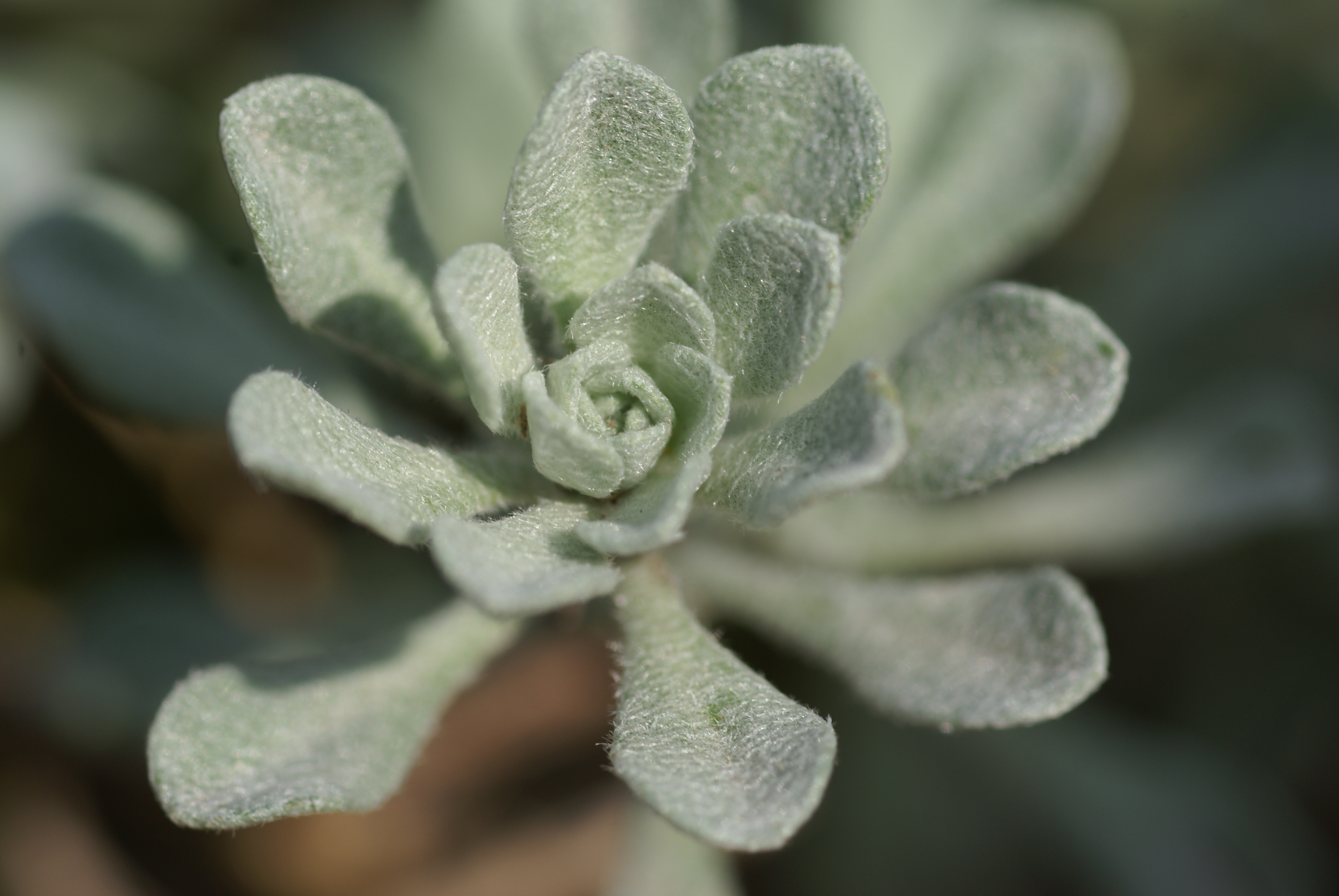
Листя

Хамефіт. Дрібний напівчагарничок 0.1-0.3 м заввишки, сіруватий від густого зірчастого опушення. Стебло висхідне, при основі звивисте, розгалужене; безрозеткове. Листки від округлолопаткоподібних (нижніх) до широколанцетних (верхніх), білоповстисті (на вегетативних пагонах) або густо опушені (на генеративних пагонах) зірчастими волосками. Квітки жовті, зібрані у щиткоподібні китиці. Плід серцеподібний стручечок 2.5 мм завдовжки. Цвіте у квітні-травні (червні), вдруге — у вересні. Плодоносить у травні-липні. Розмножується насінням.

## Поширення
Поширений у Центральній Європі та Південній Європі (Румунія, Греція, Болгарія); Передкавказзя. В Україні зростає в Причорномор'ї, Криму. Адміністративні регіони: Кіровоградська, Одеська, Херсонська. Популяції досить чисельні, але загальна їх кількість скорочується. Деякі популяції уже втрачені. Умовами місцезростання є відкриті розріджені піщані ценози на сухих, бідних приморських пісках та черепашниках, кам'янисті відслонення з пониженою ценотичною конкуренцією класу Festucetea vaginatae, порядок Alysso-Sedetalia. Геліофіт.
Причинами зміни чисельності є порушення природних екотопів внаслідок господарської діяльності, високе рекреаційне навантаження літоральної смуги Чорного моря; природні: стенотопність, знижена конкурентна спроможність виду.

## Природоохоронний статус
Природоохоронний статус виду — вразливий. Має наукове значення як Причорноморський ендемік.
Занесений до Додатку Бернської конвенції, охороняється на території Чорноморського біосферного заповідника, ряду загальнодержавних заказників Криму. Рекомендується культивувати у ботанічних садах і парках. Заборонено збирання рослин, порушення умов місцезростання.

## Практичне використання
Відомостей про розмноження та розведення у спеціально створених умовах немає. Має господарське та комерційне значення як декоративна, медоносна рослина та ґрунтотворна рослина.